# Maria Doolaeghe
Maria van Ackere–Doolaeghe (Diksmuide, 26 oktober 1803 – aldaar, 7 april 1884) was een Vlaams schrijfster, in de traditie van de rederijkers. 

## Levensloop

Handschrift (1835)

Ze bezocht de zusterschool in Ieper en leerde er Frans en Nederlands. Ze trouwde in 1836 met een verloskundige uit Kortrijk, Bruno van Ackere (dit huwelijk wordt beschreven in de dichtbundel De Avondlamp).
Als jonge dichteres werd Van Ackere–Doolaeghe in 1826 bekroond met goud in een plaatselijk prijskamp. Verdere bekendheid verwierf ze met haar ode Aen de Belgische dichters. Het is het inleidende stuk van de Nederduitsche letteroefeningen uit 1834. Het betreft een oproep om te werken aan de heropleving van de Nederlandstalige poëzie en is tevens een hulde aan de Vlaamse schrijvers van nu en van weleer. In Nederland werd in 1876-1878 haar volledige verzameld werk uitgegeven te ‘s-Gravenhage.
Inhoudelijk bestaat Van Ackere–Doolaeghes oeuvre uit vaderlandse gedichten, gelegenheidspoëzie en didactische stukken (over volksbeschaving of de ontwikkeling van de vrouw bijvoorbeeld). Daarnaast schreef ze stukjes waarin ze haar vrouwelijk gemoed en moederlijkheid uitstortte. Vormelijk ligt haar poëzie in de lijn van voorbeelden als Bilderdijk, Tollens of Helmers. Ook is er sprake van een vorm van hoogdravendheid. Voorts vertaalde Van Ackere–Doolaeghe gedichten van buitenlandse dichters. Op haar beurt werd de dichteres’ werk vertaald in het Frans, het Engels en het Duits.

## Publicaties

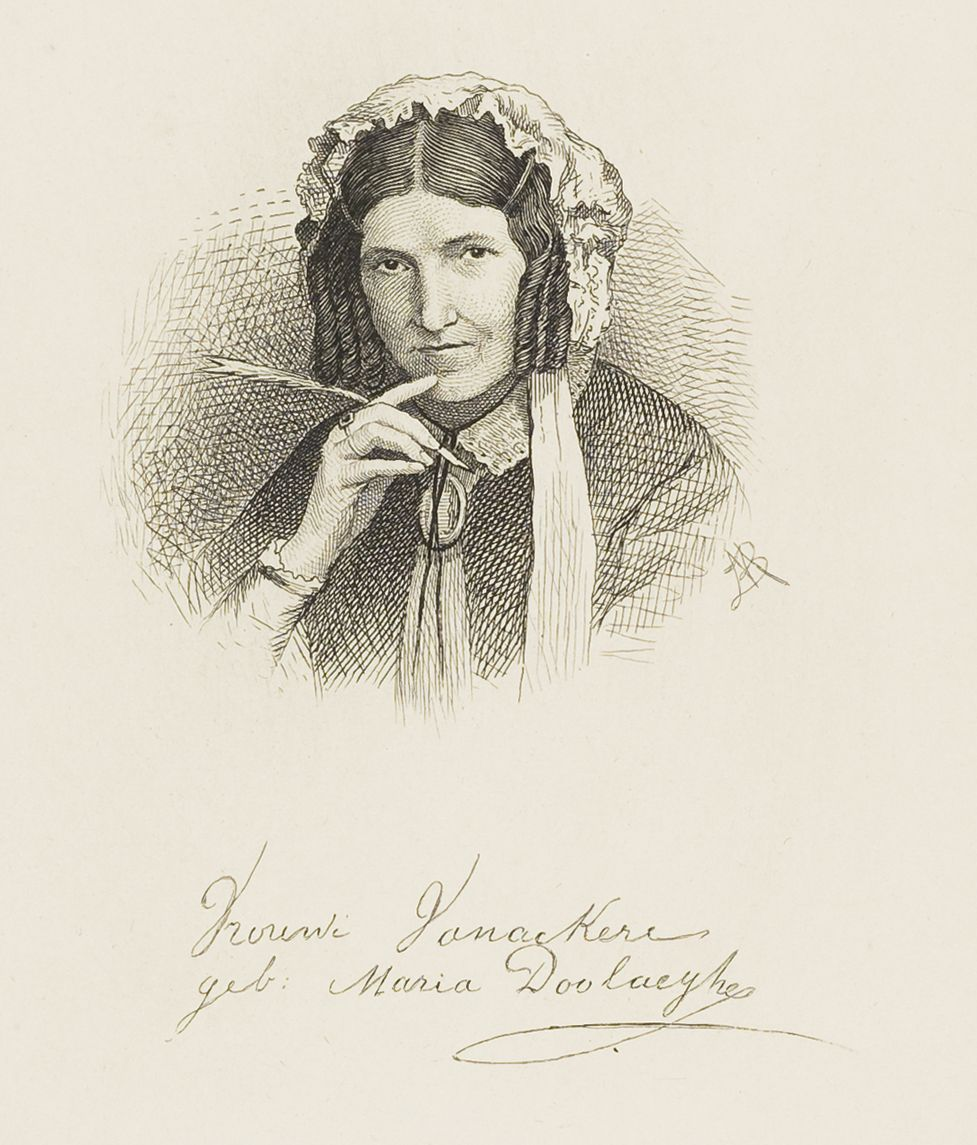
Maria Doolaeghe

- Nederduitsche letteroefeningen (1834)
- Dichtstuk bij den inhuldiging van den Nieuwen Steenweg van Dixmude op Pervysen (1840)
- Madelieven (Diksmuide, 1840)
- Palfijn (uitvinder van den forceps), vaderlands gedicht (Gent, 1848)
- Sinte Godelieve, Vlaemsche legende uit de XIde eeuw, dichtwerk (1849)
- De avondlamp (1850)
- Den weledelen heere de Breyne-Peellaert, herkozen als burgemeester der stad Dixmude (Diksmuide, 1855)
- De schoone kunsten in België (Zetternam, 1957)
- Winterbloemen (Gent, 1868)
- Najaarsvruchten (1869)
- Petronella Moens, Hollands blinde dichteres (Antwerpen, 1872)
- Nieuwe dichtbundel (Gent, 1873)
- Madelieven en avondlamp (1876)
- Vereenigde dichtwerken, (1876-78)
- Najaarsvruchten en winterbloemen (1877)
- Nieuwste gedichten (1878)
- Jongste dichtbundel (Roeselare, 1884)